# Кузембаев, Дамир Сабитович
Дамир Сабитович Кузембаев (род. 2 ноября 1991, Конаев, Алматинская область) — казахстанский борец, мастер спорта Республики Казахстан международного класса. Президент федераций Алматинской области по видам борьбы. Почётный гражданин города Конаев.
Директор спортивной школы города Конаев.

## Биография
Воспитанник капшагайского спорта. Сначала занимался таэквондо, но в 13 лет перешёл в отделение борьбы областной ДЮСШ. Его тренером стал Акималбек Тусупбеков. С 2007 года Дамир тренируется у Жанабая Оспанова, воспитавшего чемпиона мира Бахтияра Байсеитова и других сильных борцов.
Дамир дважды становился серебряным и дважды бронзовым призёром чемпионата Казахстана, а на чемпионате Казахстана 2016 года, который проходил в Таразе, стал чемпионом. В 2017 году на Чемпионате Казахстана в г. Шымкенте Дамир стал чемпионом республики, положив на туше титулованного борца Нурмахана Тыналиева.
Первым выступлением на международной арене у Дамира был чемпионат Азии 2008 года, в Ташкенте он стал вторым среди кадетов в категории до 85 кг. В 2011 году Дамир стал бронзовым призёром на чемпионате Азии среди юниоров в категории до 120 кг.
В октябре 2013 года стал серебряным призёром чемпионата мира среди военнослужащих.
В 2016 году он стал бронзовым призёром чемпионата Азии, а в 2017 — серебряным. В 2019 году вновь стал бронзовым призёром чемпионата Азии.
В 2021 присвоили почётного гражданина города Конаев. 
с 2021 Директор спортивной школы города Конаев.
с 2022 назначен Президентом федераций борьбы Алматинской области.